# 宍戸広匡
宍戸 広匡（ししど ひろまさ）は、江戸時代初期の長州藩毛利家家臣。宍戸家第15代当主。父は宍戸元続。母は口羽通良の娘。正室は穂井田元清の娘。子は宍戸就尚、熊谷元実。通称は弥三郎、出雲。初名は広続。

## 生涯
生年は不明であるが、毛利氏重臣である宍戸元続の嫡男として生まれる。
元和元年（1615年）、佐野道可事件の処理後に父・元続が隠居したため家督相続し、佐波郡右田領主長州藩一門家老となって、藩主・毛利秀就に仕えた。
寛永元年（1624年）に隠居して家督を長男・就尚に譲り、寛永2年（1625年）の藩内の知行替えで、右田から熊毛郡三丘に移る。
寛永3年（1626年）8月22日に死去したとされるが、閥閲録の異本によると正保元年（1644年）8月22日に死去したとする説もある。
なお、寛永3年（1626年）には次男・元実が藩主・秀就の命で熊谷家を相続している。